# Junki Yokono
Junki Yokono (横野 純貴 Yokono Junki?), född 7 oktober 1989 i Hokkaido prefektur, är en japansk fotbollsspelare.
Yokono började sin karriär 2008 i Consadole Sapporo. Efter Consadole Sapporo spelade han för Zweigen Kanazawa, Khon Kaen FC och Fukushima United FC.